# Andrea Kalinová
Andrea Kalinová (* 12. ledna 1980 v Bratislavě) je slovenská fotografka a filmařka.

## Životopis
V letech 1999 až 2006 studovala na Vysoké škole výtvarných umění v Bratislavě a byla žákyní fotografky Miloty Havránkové. Po působení na Egejské univerzitě v Mytiléně v oboru „Kulturní technologie a komunikace“ v letech 2007 až 2008 zahájila v roce 2010 doktorské studium na Vysoké škole výtvarných umění v Bratislavě. Výtvarný umělec Anton Čierny byl jejím doktorandským školitelem a v roce 2014 získala doktorát prací Umělecké strategie jako metody podpory a ochrany architektonických památek.

## Filmy
- 2006: Andrea Kalinová debutovala ve filmovém byznysu v roce 2006 filmem Tajomstvo jednoho bazénu, známým také pod mezinárodním názvem Tajemství jedné plovárny. Film je mockumentem a vypráví o nedostavěném koupališti pod Bratislavským hradem.
- 2018: O dvanáct let později uvedla svůj druhý film Po sezóně, známý také pod mezinárodním názvem Off season a německým názvem Außerhalb der Saison. Dokument režírovala, s Barborou Nemethovou napsala scénář a byla aktivní i jako kameramanka. Film byl uveden v sekci „Speciály“ na filmovém festivalu v Cottbusu v roce 2019. [2]

## Ceny a ocenění
- Po dokončení studií získala v roce 2007 cenu Essl Art Award CEE
- Dne 25. února 2020 Andrea Kalinová byla oceněna jako Fotografka roku 2019 Středoevropským domem fotografie